# خوان مانويل راموس
خوان مانويل راموس (بالإسبانية: Juan Manuel Ramos) (11 ديسمبر 1996 بمونتفيدو في الأوروغواي - ) هو لاعب كرة قدم أوروغواني في مركز الظهير. لعب مع نادي بارما ونادي كاتانيا.

## وصلات خارجية
- خوان مانويل راموس على موقع قاعدة بيانات كرة القدم.إي يو (الإنجليزية)
- خوان مانويل راموس على موقع Soccerway.com (الإنجليزية)
- خوان مانويل راموس على موقع عالم كرة القدم.نت (الإنجليزية)